# Clivia robusta
Clivia robusta är en amaryllisväxtart som beskrevs av B.G.Murray och Al.. Clivia robusta ingår i släktet Clivia, och familjen amaryllisväxter. Inga underarter finns listade i Catalogue of Life.

## Bildgalleri

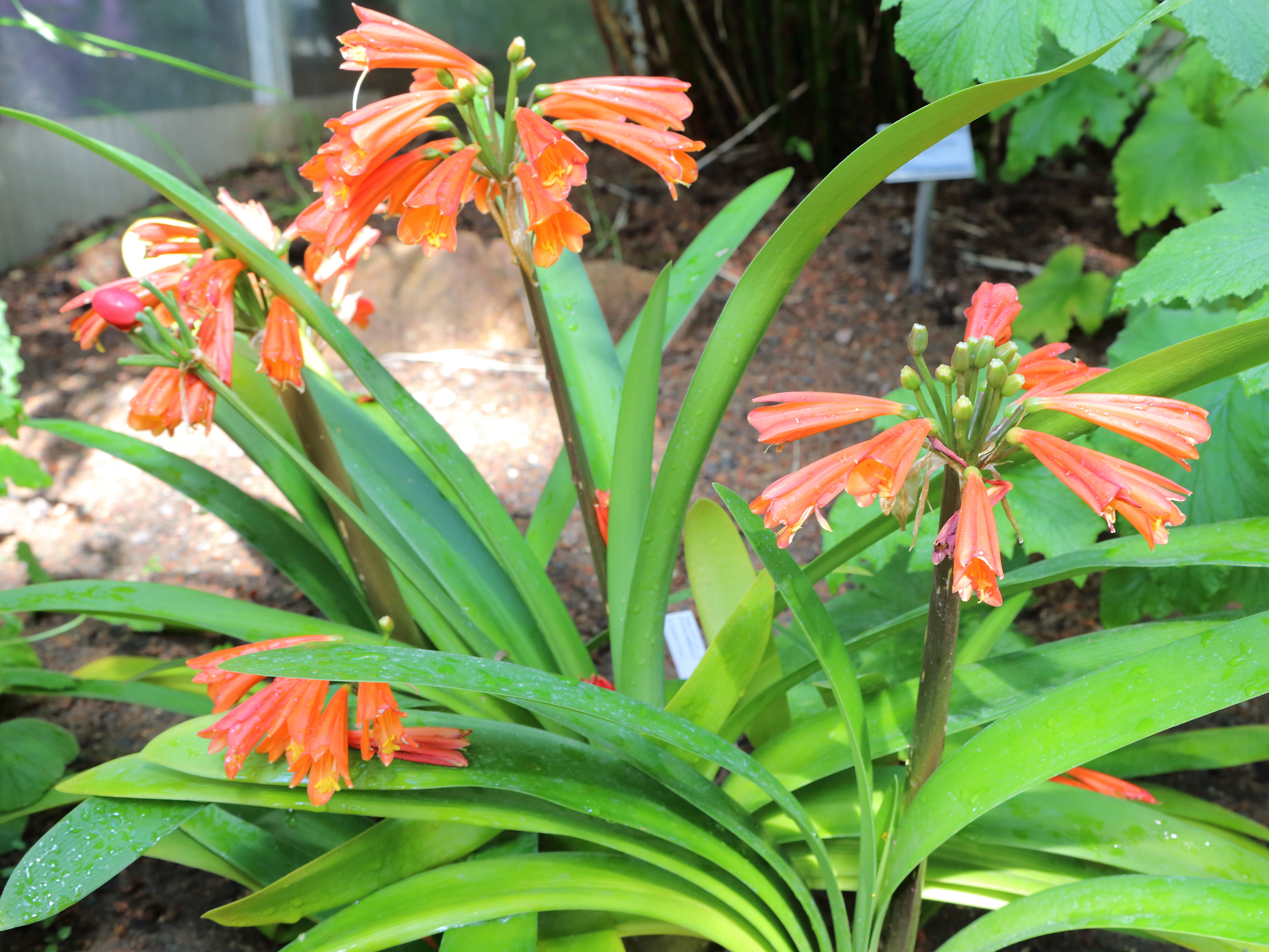
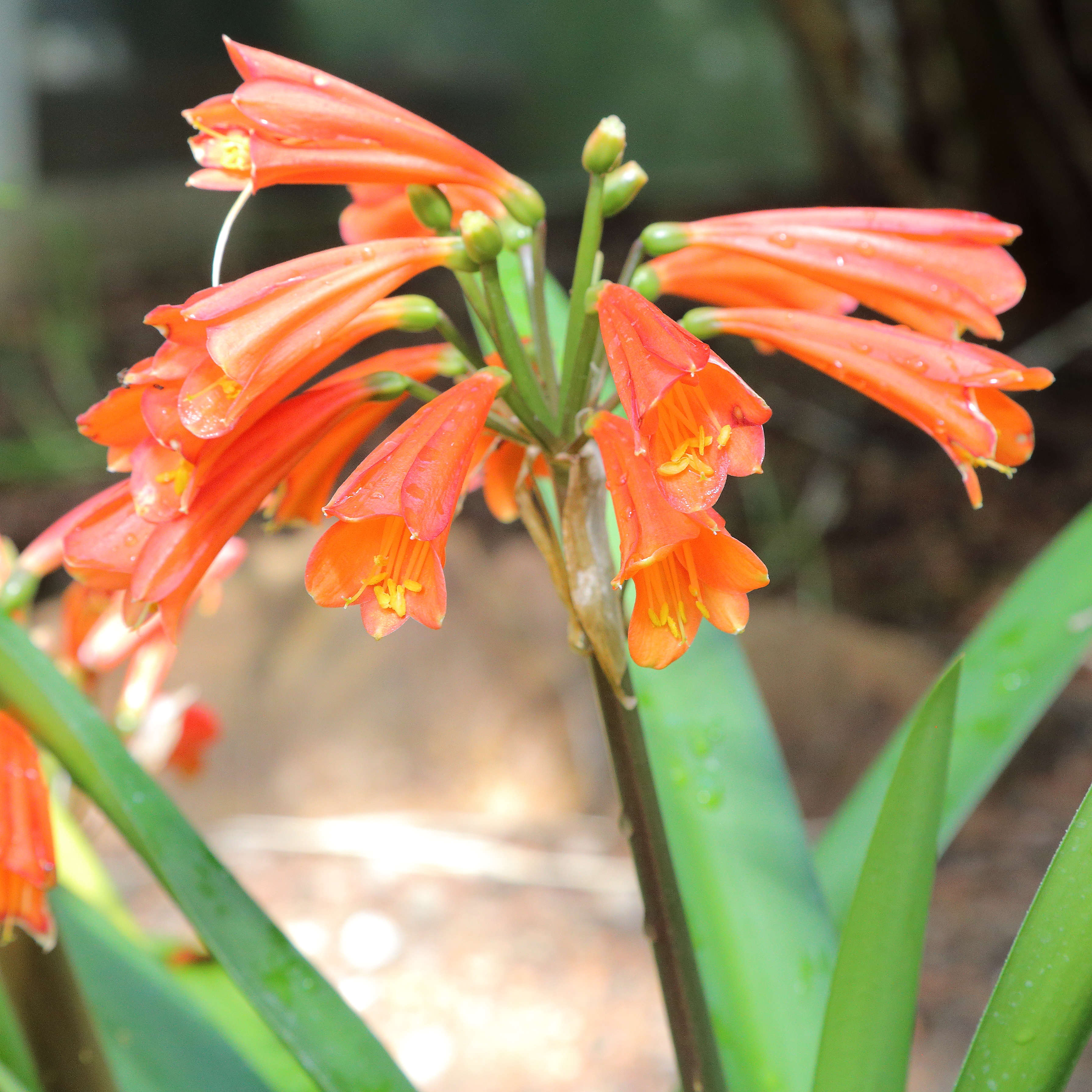